# Stora Tolvsbo
Stora Tolvsbo är en ort i Söderbärke socken i Smedjebackens kommun. Den klassades som småort fram till och med år 2000.
Bergsmansbyn ligger utmed vattendraget mellan Västra och Östra Sveten. Rakt igenom det småkuperade området rinner hyttbäcken med bevarad damm. En kvarn står på platsen för den gamla masugnen.
Två stora gårdar dominerar landskapet, Tolvsbohäll och Sveta gård. Den förstnämnda är en bergsmansgård från 1826. De har använts som fattighus och ålderdomshem men är numer  hotell- och restauranganläggning. Sveta gård iordningställdes till barnkoloni vid sekelskiftet men byggdes sedan om till separata hyreslägenheter.
Vid Vallbäcken från Svarttjärn finns hyttruinen från Anders Ols hytta som uppfördes på 1600-talet. I Tolvsbo har man även funnit två järnframställningsplatser från järnåldern.